# Уийтленд (Калифорния)
Вижте пояснителната страница за други значения на Уийтленд.
Уийтленд (на английски: Wheatland) е град в окръг Юба, щата Калифорния, САЩ. Уийтленд е с население от 3842 жители (по приблизителна оценка от 2017 г.) и обща площ от 2 km². Намира се на 28 m надморска височина. ЗИП кодовете му са 95692, а телефонният му код е 530.